# Table de massage
 (avril 2023).
Si vous disposez d'ouvrages ou d'articles de référence ou si vous connaissez des sites web de qualité traitant du thème abordé ici, merci de compléter l'article en donnant les références utiles à sa vérifiabilité et en les liant à la section « Notes et références ».

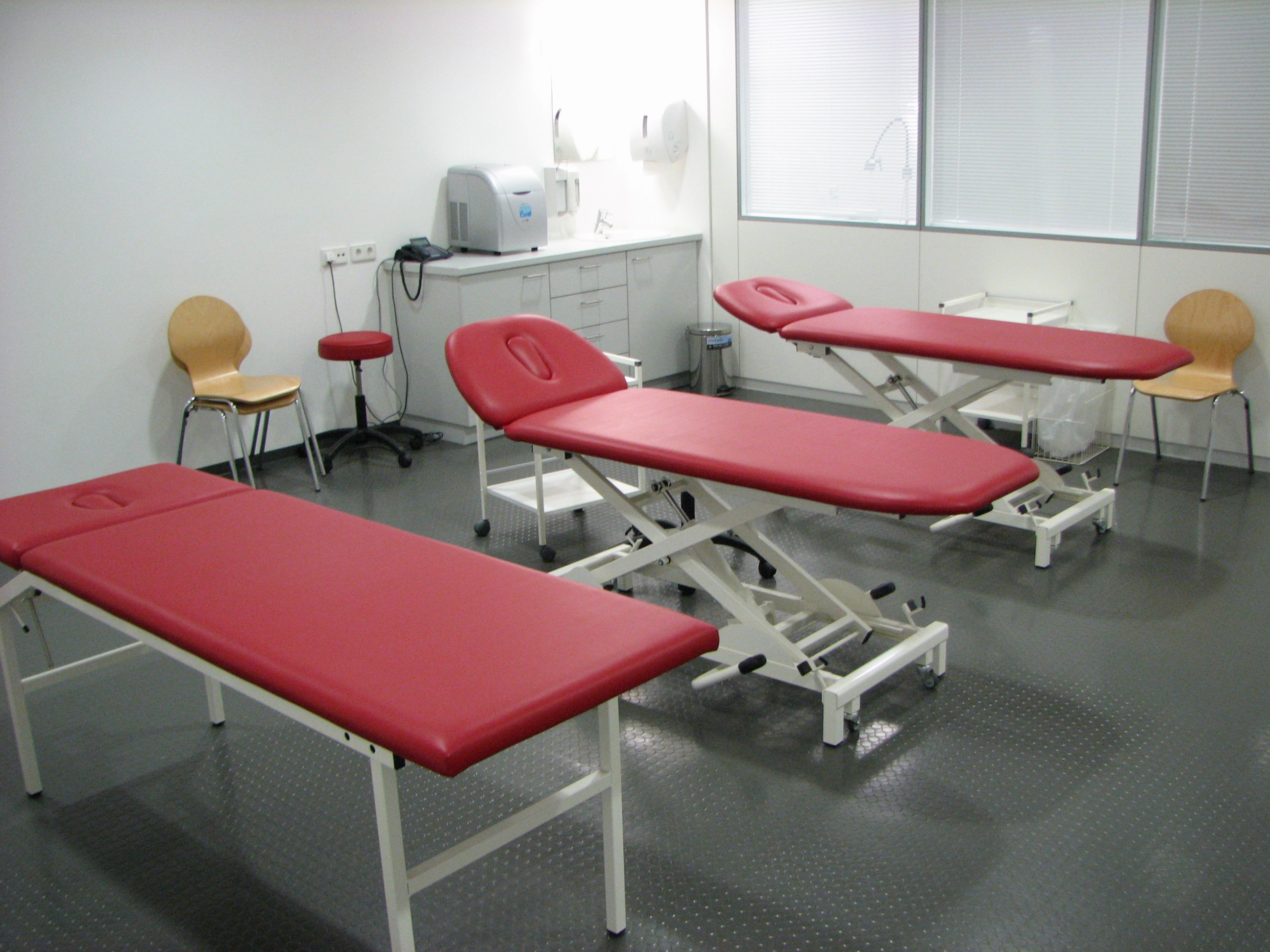
Salle de massage avec trois tables de massage.

Une table de massage est utilisée par les massothérapeutes pour positionner le client afin qu'il puisse recevoir un massage.

## Historique
Les tables de massage ont une origine très ancienne (les premiers exemples remontent au Ier millénaire av. J.-C., puisque des tables avec un socle en marbre étaient utilisées dès l'Antiquité), mais le terme lui-même est relativement nouveau et n'est apparu que vers la fin des années 1920. Les Romains de l'Antiquité utilisaient ces tables à de nombreuses fins autres que le massage. Plus tard, des tables d'examen tout aussi polyvalentes ont été utilisées par les médecins.
Les tables de massage sont nées à l'époque victorienne et étaient des meubles élégants avec un revêtement rouge ou jaune. Au début du XXe siècle, des tables de massage vibrantes alimentées électriquement ont été conçues, principalement à destination des médecins. Les tables de massage semblables à celles d'aujourd'hui sont apparues après la Première Guerre mondiale. Les tables portables sont apparues vers 1930. Le berceau facial a été imaginé à la fin des années 1940, les tables portables en aluminium dans les années 1950 et la tête de table moderne en forme de fer à cheval vers les années 1980.

## La table de massage contemporaine

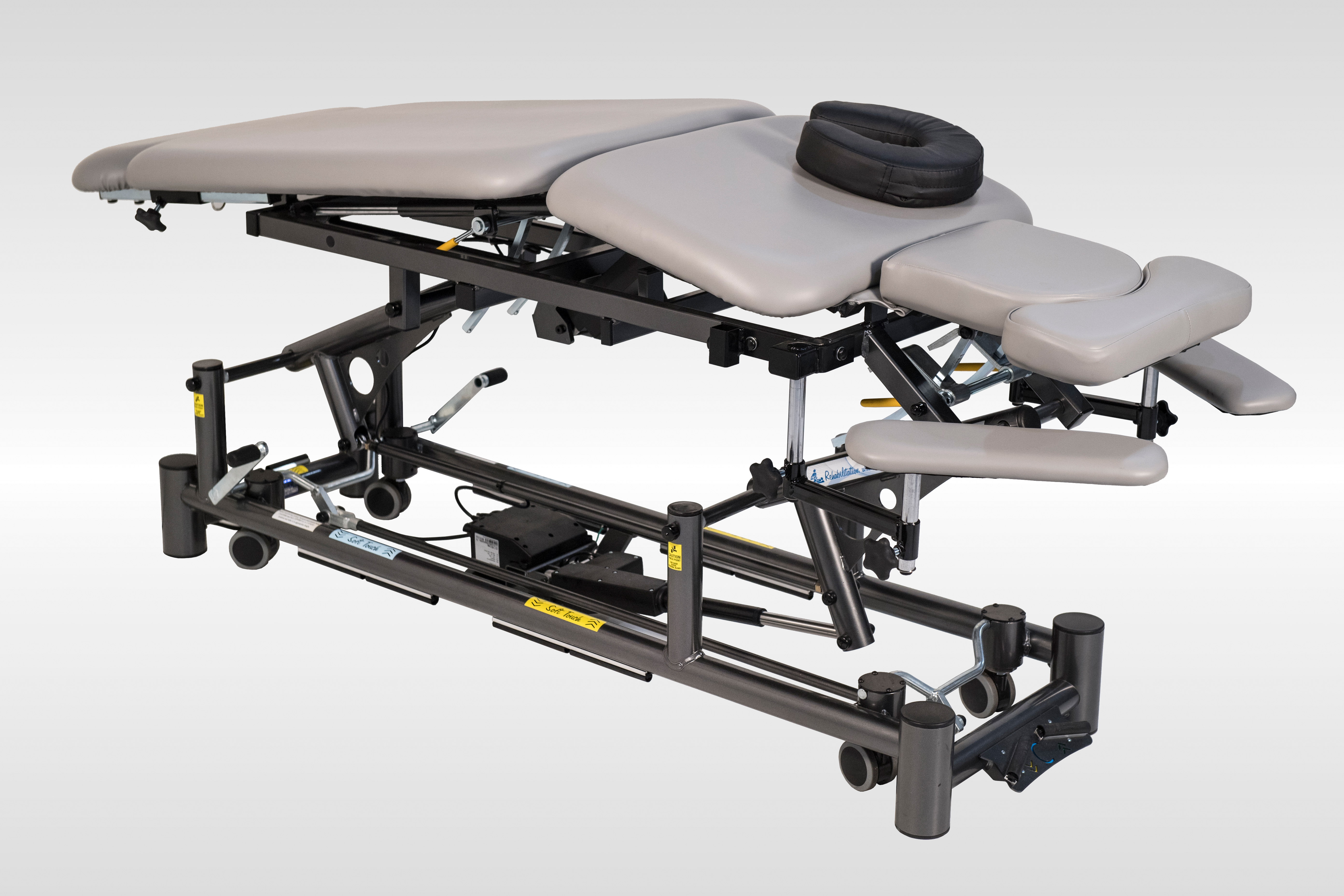
Exemple de table de massage.

La plupart des tables de massage sont fabriquées en tenant compte du confort du client et de l'ergonomie du thérapeute. Une table ordinaire possède une surface facilement nettoyable, fortement rembourrée, et un berceau facial qui permet au client de respirer facilement lorsqu'il est allongé sur le ventre.
Les tables personnalisables peuvent inclure une section centrale motorisée, des accoudoirs à position variable et une section tête réglable pour créer une meilleure mécanique corporelle pour le thérapeute afin qu'il puisse mieux s'occuper du client.
Les tables peuvent être fixes ou portables, en fonction de l'utilisation prévue. Des rembourrages ou des supports supplémentaires, tels que des supports spécifiques pour le massage des femmes enceintes, peuvent être utilisés comme accessoires de la table de base. Les ajouts courants comprennent également des coussins chauffants spéciaux et des draps.
Les tables de massage ont de nombreuses utilisations autres que la massothérapie de base. Elles peuvent également être utilisées comme table d'examen par les médecins et les praticiens médicaux, et peuvent être utilisées par des praticiens spécialisés tels que : les réflexologues, les physiothérapeutes, les ostéopathes, les acupuncteurs, les praticiens du reiki et même les thérapeutes de beauté comme les visagistes.

## Annexe